# Crambus whalleyi
Crambus whalleyi là một loài bướm đêm trong họ Crambidae.